# (33628) Spettel
(33628) Spettel est un astéroïde de la ceinture principale.

## Description
(33628) Spettel est un astéroïde de la ceinture principale. Il fut découvert le 12 mai 1999 à Socorro (Nouveau-Mexique) par le projet LINEAR. Il présente une orbite caractérisée par un demi-grand axe de 2,38 UA, une excentricité de 0,13 et une inclinaison de 9,8° par rapport à l'écliptique.